# Парра, Александр Владимирович
Алекса́ндр Влади́мирович Па́рра (род. 16 октября 1943 года, Тбилиси, СССР) — советский и российский актёр и режиссёр. Заслуженный артист Украинской ССР (1976), Заслуженный артист Российской Федерации (2014).

## Биография
Александр Парра родился в Тбилиси 16 октября 1943 года. Окончил актёрский (1966) и режиссёрский (1973) факультеты Киевского института театрального искусства имени И. К. Карпенко-Карого.
- С 1965 года — актёр Киевского ТЮЗа имени Ленинского комсомола,
- С 1970 года — актёр Национального академического театра русской драмы имени Леси Украинки.
- В 1979—1988 — актёр Московского академического театра имени Владимира Маяковского.
- C 1989 года — в труппе Московского драматического театра «Сфера».

## Личная жизнь
Был женат на Тамаре Васильевне Королюк — актрисе, дикторе телевидения и радио.

## Творчество

### Роли в театре

#### Московский драматический театр «Сфера»
- «Театральный роман» Михаила Булгакова — Иван Васильевич
- 2006 — «Публике смотреть воспрещается» (Жан Марсан, Р. Дорн, Жан Ле Пулен). Режиссёр: Екатерина Еланская — Цезарь
- 2007 — «Цезарь и Клеопатра» Бернарда Шоу. Режиссёр: Екатерина Еланская — Цезарь
- «Я пришёл дать вам волю» Василия Шукшина. Режиссёр: Екатерина Еланская — Кореней, войсковой атаман.

### Фильмография
— главная роль

| Год  |   | Название                    | Роль                                  |
| ---- | - | --------------------------- | ------------------------------------- |
| 1967 | ф | Планета надежд              | запорожец, Ларион                     |
| 1968 | ф | Свадебные колокола          | разведчик                             |
| 1969 | ф | Почтовый роман              | Пётр Шмидт                            |
| 1972 | ф | Всего три недели...         | Аралов                                |
| 1977 | ф | Талант                      | Алексей Николаевич Бережков           |
| 1978 | ф | Проводы                     | Сергей Старосельский                  |
| 1978 | ф | Стратегия риска             | Фарид Аскеров                         |
| 1978 | ф | Соль земли                  | Григорий Владимирович Бенедиктин      |
| 1979 | ф | Мир в трёх измерениях       | Лебедянцев                            |
| 1979 | ф | Особо важное задание        | Лунин                                 |
| 1980 | ф | Полёт с космонавтом         | Вахняк                                |
| 1981 | ф | Всем спасибо!               | сценарист Станислав Иванович Прозорин |
| 1981 | ф | Тропинины                   | полковник Алексей Тропинин            |
| 1982 | ф | Двадцатое декабря           | Моисей Урицкий                        |
| 1982 | ф | Третье измерение            | Юрий Дмитриевич Букреев               |
| 1983 | ф | Тепло родного дома          | Иван Кужель                           |
| 1983 | ф | Место действия              | Пётр Константинович Пушкарёв          |
| 1983 | ф | Приключения маленького Мука | король                                |
| 1985 | ф | Грядущему веку              | Виктор Сергеевич Бархатов             |
| 1987 | ф | Сильнее всех иных велений   | Огарёв, Николай Платонович            |
| 1987 | ф | Смотрите, кто пришёл!       | Шабельников                           |
| 1988 | ф | Гулящие люди                | Патриарх Никон                        |
| 1990 | ф | Смерть в кино               | режиссёр снимающегося фильма          |
| 1997 | ф | Смуглая леди сонетов        | режиссёр                              |

### Озвучивание мультфильмов
- 2005 — Капитанская дочка